# Juan de Espinal

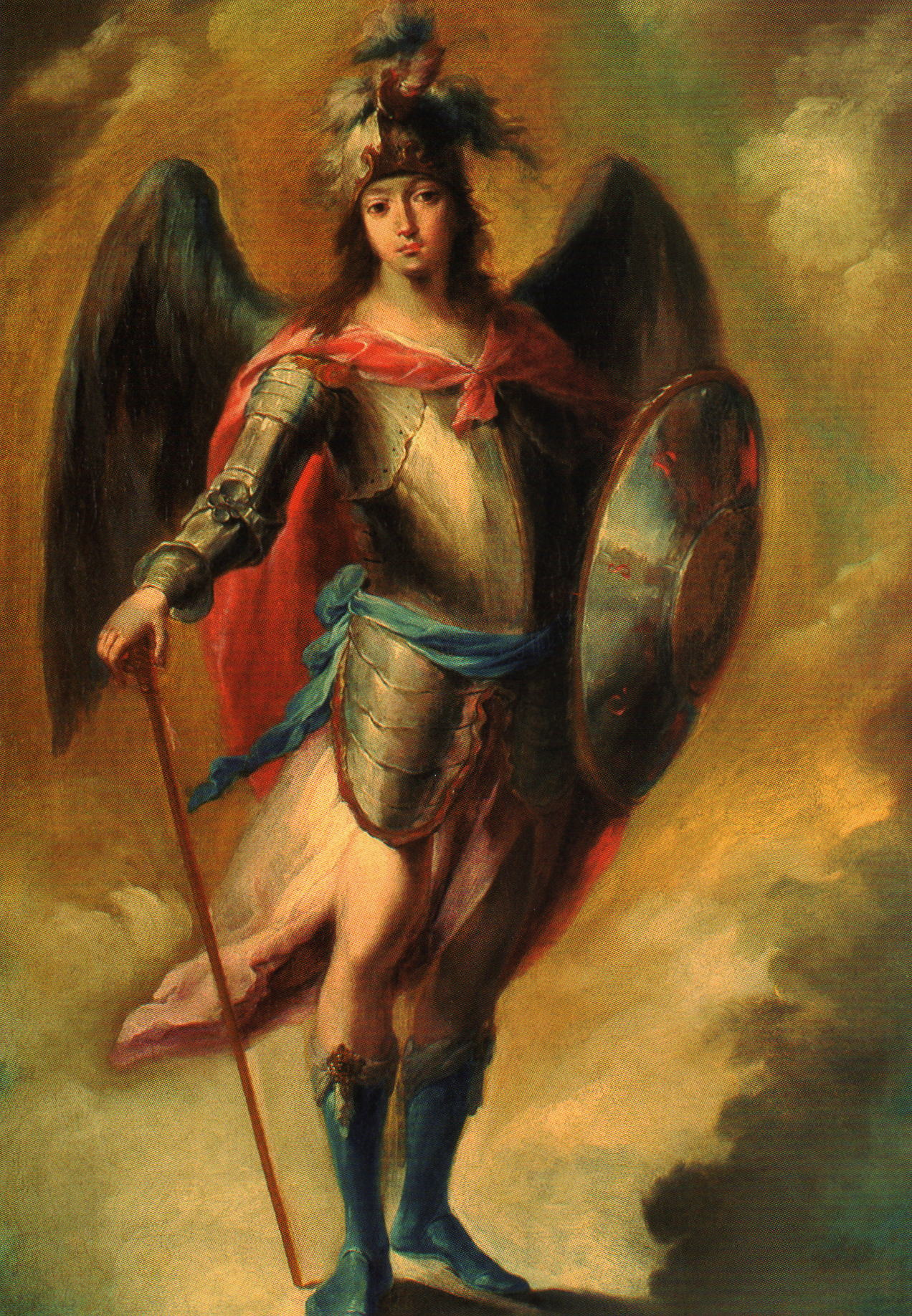
El arcángel san Miguel, óleo sobre lienzo, 91 x 64,5 cm, Museo de Bellas Artes de Sevilla.

Juan de Espinal (Sevilla, 1714-ibídem, 1783) fue un pintor español. Se le considera la figura más importante de la pintura sevillana de la segunda mitad del siglo XVIII y uno de los principales representantes españoles dentro de la corriente artística del rococó por entonces imperante.

## Biografía
Hijo del también pintor Gregorio Espinal, debió de recibir las primeras enseñanzas artísticas de su padre. Realizó su aprendizaje en el taller de Domingo Martínez, donde con toda probabilidad conoció a la hija de su maestro, Juana Martínez, con la que más tarde se casaría. 
En 1749 tras la muerte de su suegro y maestro, heredó el taller del mismo y presumiblemente su clientela, gozando de una prestigiosa posición. Prueba de ello son los diferentes encargos que recibió, tanto del ayuntamiento de la ciudad, como de la jerarquía eclesiástica, por ejemplo las 27 pinturas que realizó entre 1770 y 1775 con escenas de la vida de San Jerónimo destinadas al Monasterio de San Jerónimo de Buenavista (Sevilla), o la serie de lienzos sobre temas religiosos (1776-1781) para adornar el Palacio Arzobispal de Sevilla por encargo del arzobispo Don Francisco Javier Delgado y Venegas. 
Otra de sus facetas fue la enseñanza, siendo uno de los principales impulsores de la escuela de arte conocida como Real Escuela de las Tres Nobles Artes de Sevilla y director de la sección de pintura de la misma desde 1775. Uno de sus hijos, Juan de Espinal fue también pintor, aunque ninguna de sus obras ha llegado hasta nosotros.

## Obra

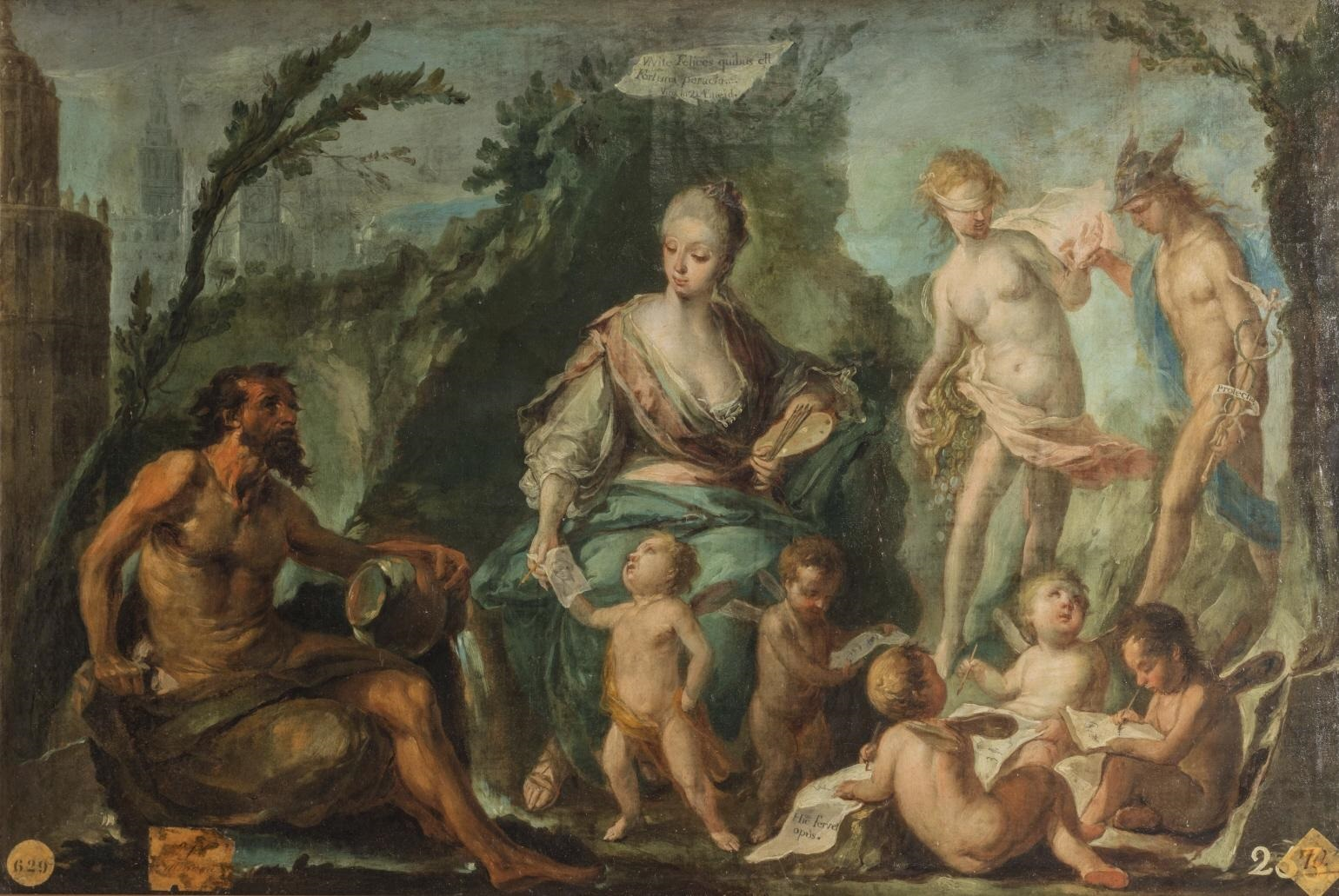
Alegoría de la pintura sevillana (Llegada de la pintura a Sevilla), óleo sobre lienzo, 56 x 83 cm, Madrid, Museo de la Real Academia de Bellas Artes de San Fernando.

Juan de Espinal fue capaz de superar el por entonces predominante espíritu murillesco imperante en la pintura local, abriéndose a otras tendencias provenientes de Europa, entre las cuales predominaba el estilo rococó. Poseyó un elegante sentido del cromatismo, una pincelada ligera y un dibujo ágil y vibrante.
La primera obra suya de la que tenemos constancia, es la decoración al temple de la bóveda de la Iglesia del Salvador de Sevilla. Trabajo que tras la restauración integral de este templo que culminó en el 2006, luce todo su esplendor. Se trata de una representación de la Gloria celestial presidida por el Espíritu Santo en forma de paloma.
De 1759 data el encargo que le realizó el Ayuntamiento de Sevilla para que pintara un cuadro sobre las Santas Justa y Rufina, tema ya tratado por Murillo. El resultado fue una espléndida obra en la que Espinal introdujo novedades iconográficas en la representación de estas santas.
Otras de sus obras más brillantes son la Alegoría de la pintura Sevillana, actualmente expuesta en la  Real Academia de Bellas Artes de San Fernando (Madrid), y San Carlos Borromeo dando la comunión a los apestados de Milán (Iglesia de San Nicolás de Bari de Sevilla)
La serie de 27 lienzos sobre la vida de San Jerónimo (1770-1775) destinados al monasterio de San Jerónimo de Buenavista en Sevilla y que actualmente se encuentra diseminada en varios lugares, entre ellos el Museo de Bellas Artes de Sevilla, y el Museo de Huelva, es de calidad desigual, pues al lado de algunas pinturas magistrales, con espléndidos efectos de color y fondos sobre temas paisajísticos de gran belleza, encontramos otras, sin duda trabajos de miembros de su taller, en las que la ejecución es de inferior nivel.
Su mejor conjunto de obras, es sin duda, la serie de 15 pinturas sobre temas religiosos realizadas por encargo del arzobispo de Sevilla Don Francisco Javier Delgado y Venegas y que actualmente se encuentran en el Palacio Arzobispal de esta ciudad, entre ellas destacan: El Arcángel San Miguel, San Gabriel, El Sacrificio de Isaac, El Sueño  de Jacob y El Ángel anunciando la peste a David.
Se conoce la existencia de pinturas sobre temas profanos, como Venus y Vulcano, en los fondos del Museo de Bellas Artes de Sevilla.
Dentro de las atribuciones, se pueden citar la Inmaculada Concepción  conservada en  el Museo Lázaro Galdiano de Madrid y la decoración al temple de la bóveda de la Iglesia de San Francisco de Utrera, sobre el tema  Apoteosis de la Orden jesuítica. También se le ha atribuido una serie de trece pinturas de formato circular, conservadas ahora en la Santa Casa de Loyola en Guipúzcoa, copias posiblemente de la serie de historias jesuíticas que para el Noviciado de Madrid pintó el jesuita flamenco Ignacio Raeth.